# Mary Anning
Mary Anning (Lyme Regis, 21 de maio de 1799 — 9 de março de 1847) foi uma paleontóloga, negociadora e coletora de fósseis inglesa.
Ficou mundialmente conhecida por importantes descobertas feitas no afloramento jurássico dos recifes do canal inglês em Lyme Regis, no sudoeste da Inglaterra. Entre elas está a descoberta do primeiro fóssil de ictiossauro, aos 12 anos de idade, na costa de Dorset, em um íngreme penhasco com 5 metros de comprimento. Suas descobertas contribuíram para importantes mudanças no pensamento científico sobre a vida pré-histórica e para a geologia.
Mary Anning procurava por fósseis na região dos penhascos de Blue Lias, em especial durante o inverno, quando escorregamentos desnudavam novos fósseis que poderiam ser facilmente coletados antes de serem erodidos pelo mar. Mary quase morreu em um destes escorregamentos em 1833, mas seu cachorro e companheiro em coletas acabou morrendo. Suas descobertas incluem um esqueleto do ictiossauro, o primeiro dos dois esqueletos completos de um plesiossauro, o primeiro esqueleto de um pterossauro fora da Alemanha e importantes peixes fósseis. Suas observações foram essenciais para a descoberta de que os coprólitos, na época chamados de "pedras de bezoar", eram fezes fossilizadas. Também descobriu que os fósseis de belemnites continham sacos de tinta fossilizados como o dos modernos cefalópodes. Quando o geólogo Henry De la Beche pintou Duria Antiquior, primeira pintura de paleoarte, ele se baseou nos fósseis que Mary tinha escavado e vendeu cópias da pintura para ajudá-la. Seus fósseis estão hoje em exposição no Museu de História Natural de Londres.
Sendo mulher e uma dissidente, Mary não pôde participar plenamente da comunidade científica do século XIX do Reino Unido, composta principalmente por homens anglicanos. Ela teve problemas financeiros durante toda a vida, vinda de uma família pobre, cujo pai morrera quando Mary tinha apenas 11 anos. Muito conhecida pelos círculos geológicos da Inglaterra, Europa e dos Estados Unidos, era consultada com frequência sobre anatomia e sobre como coletar fósseis. Por ser mulher, não era elegível para se associar à Sociedade Geológica de Londres, tampouco recebia crédito por suas contribuições. O único artigo científico publicado por ela ainda em vida foi no Journal of Natural History, em 1839, uma reprodução de uma carta de Mary Anning para o editor da revista, questionando suas afirmações.

## Biografia

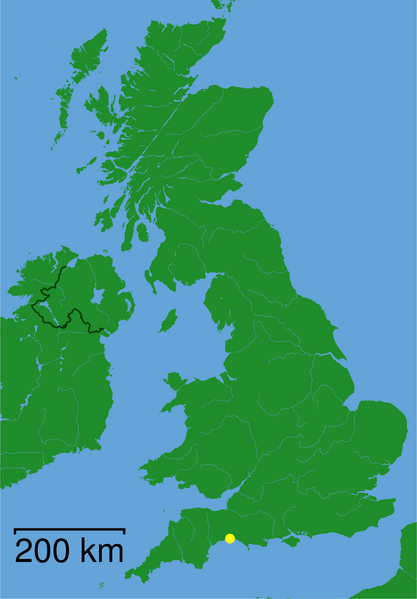
Lyme Regis, Dorset

Mary nasceu em Lyme Regis,Dorset, em 1799. Seu pai, Richard Anning, era carpinteiro, que aumenta a renda mensal escavando fósseis nos recifes e vendendo-os aos turistas. Casou com Mary Moore, conhecida como Molly, em 8 de agosto de 1793, em Blandford Forum. O casal se mudou para Lyme em uma casa construída numa ponte, no centro e frequentavam a capela que atendia dissidentes ingleses na rua Coombe, onde os frequentadores se chamavam de independentes e, posteriormente de congregacionalistas. Shelley Emling escreveu que a família vivia tão perto do mar que as mesmas tempestades que revelavam os fósseis nos recifes algumas vezes inundavam a casa dos Anning, obrigando-os a subir as escadas para evitar que se afogassem.
Richard e Molly tiveram 10 filhos. A primeira, Mary, nasceu em 1794. Seguiu-se outra menina, que morreu logo depois; Josepeh, em 1796 e outro menino em 1798, que morreu ainda bebê. Em dezembro do mesmo ano, a filha mais velha, então com quatro anos, morreu quando suas roupas pegaram fogo, provavelmente enquanto adicionava mais lenha na lareira da casa. O incidente foi reportado no Bath Chronicle, em 27 de dezembro de 1798: "Uma criança, de quatro anos, do Sr. R. Anning, carpinteiro de Lyme, foi deixada sozinha pela mãe por cinco minutos... em uma sala onde havia algumas brasas... A menina teve suas roupas em chamas e foi severamente queimada, o que causou sua morte". Quando outra filha nasceu, cinco meses depois, eles a nomearam Mary, em homenagem à irmã morta. Mais crianças nasceram depois dela, mas nenhuma sobreviveu mais que alguns anos. Apenas Mary e Joseph chegaram à idade adulta. O alto índice de mortalidade infantil na família Anning não era incomum. Quase metade das crianças nascidas na Inglaterra durante o século XIX morriam antes dos 5 anos e nas condições insalubres de vida do século XIX em Lyme Regis, mortes de crianças por varíola e sarampo eram bastante comuns.
Em 19 de agosto de 1800, quando Mary tinha 15 meses de idade, um evento acabou se tornando uma lenda local. Ela era segurada por uma vizinha, Elizabeth Haskings que, junto de outras duas mulheres, assistiam a um show equestre junto a uma árvore, quando um raio atingiu a árvore, matando todas as mulheres embaixo. Quem estava por perto correu para o local e encontraram o bebê, que foi banhado em água quente e reviveu. Um médico local declarou que ela sobreviveu por um milagre. Sua família disse que ela era um bebê que vivia doente antes do evento, mas depois ela nunca mais teve nenhum problema. Por muitos anos, os membros da comunidade atribuíram a curiosidade, inteligência e personalidade marcante de Mary ao incidente.
Sua educação formal foi extremamente limitada. Mary frequentava a escola dominical congregacionalista onde aprendeu a ler e escrever. A doutrina congregacionalista, diferente da Igreja da Inglaterra da época, acreditava na importância da educação para os pobres. Seu bem mais valioso era um volume encadernado da revista Dissenters' Theological Magazine and Review, em que o pastor da família, o reverendo James Wheaton, tinha publicado dois ensaios, um insistindo em que Deus criou o mundo em seis dias, o outro instando dissidentes a estudar a nova ciência chamada de geologia.

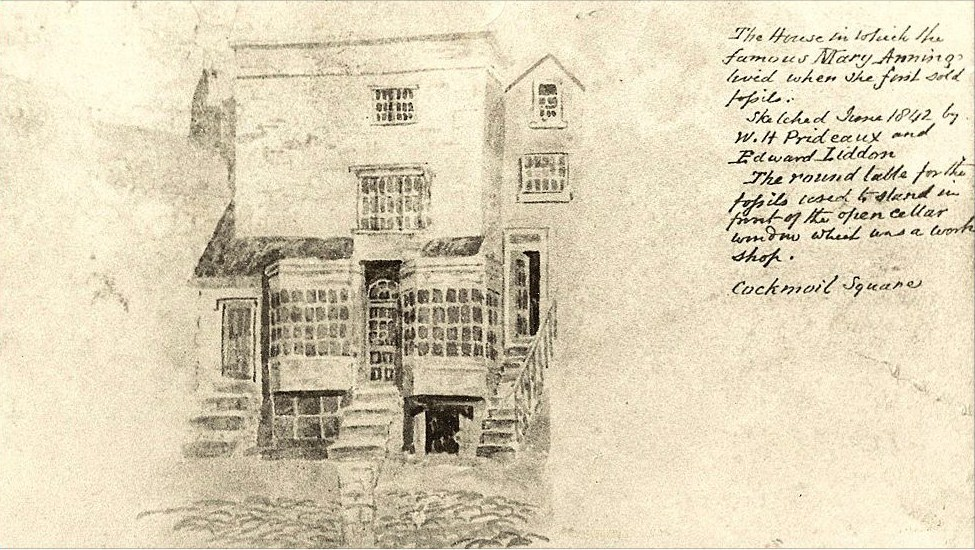
Rascunho de 1842 da casa da família Anning

### Fósseis e os negócios da família
No final do século XVIII, Lyme Regis se tornou popular por ser um resort litorâneo, especialmente depois do início das Guerras Revolucionárias Francesas que tornaram as viagens pela Europa bastante perigosas. Assim, um grande número de turistas ricos e de classe média começaram a se estabelecer no local. Antes mesmo do tempo de Mary, os habitantes aumentavam suas rendas mensais com a venda do que eles chamavam de "curios" aos visitantes. Os fósseis tinham nomes inusitados como "cobras de pedras" (ammonites), "dedos do diabo" (belemnites) e "verteberries" (vertebrae), aos quais algumas vezes eram atribuídas propriedades místicas e medicinais. Colecionar fósseis estava na moda no final do século XVIII e início do século XIX, primeiro como passatempo, mas gradualmente isso se transformou em ciência, à medida que a geologia e a biologia eram compreendidas.
A fonte da maioria desses fósseis eram os costões rochosos de Lyme Regis, parte da formação geológica conhecida como Blue Lias. Ela consiste em camadas alternadas de calcário e xisto, que eram antigos sedimentos de mar raso no período Jurássico, cerca de 210 a 195 milhões de anos atrás. É um dos locais mais ricos em fósseis da Grã-Bretanha. Estes penhascos são perigosamente instáveis, especialmente no inverno quando as chuvas podem causar deslizamentos. Foi em um desses invernos que coletores se afogaram.
Richard, pai de Mary e Joseph, costumava levar os filhos nessas expedições para coletar fósseis para tentar aumentar a renda da família. Eles vendiam suas descobertas para os turistas em uma mesa improvisada fora da casa. Eram tempos difíceis para a população pobre da Inglaterra; as Guerras Revolucionárias na França e as Guerras Napoleônicas que se seguiram causaram uma escassez de alimentos. O preço do trigo quase triplicou entre 1792 e 1812, mas os salários da classe trabalhadora permaneceram inalterados. Em Dorset, o aumento no preço do pão causou disputas políticas e até rebeliões. Em um dado momento, Richard Anning se envolveu na organização de protestos contra o aumento nos preços da comida.
Para piorar, a situação da família, como dissidente religiosa, e não seguidora da Igreja da Inglaterra, gerava discriminação. Dissidentes não eram permitidos nas universidades, nem no Exército e eram excluídos por lei de várias profissões. Seu pai sofria de tuberculose e de ferimentos sofridos pela queda de um penhasco. Quando ele morreu em novembro de 1810, aos 44 anos, deixou a família com dívidas significativas e nenhuma reserva de dinheiro, obrigando-os a se inscreverem no Ato de Uniformidade de 1662.

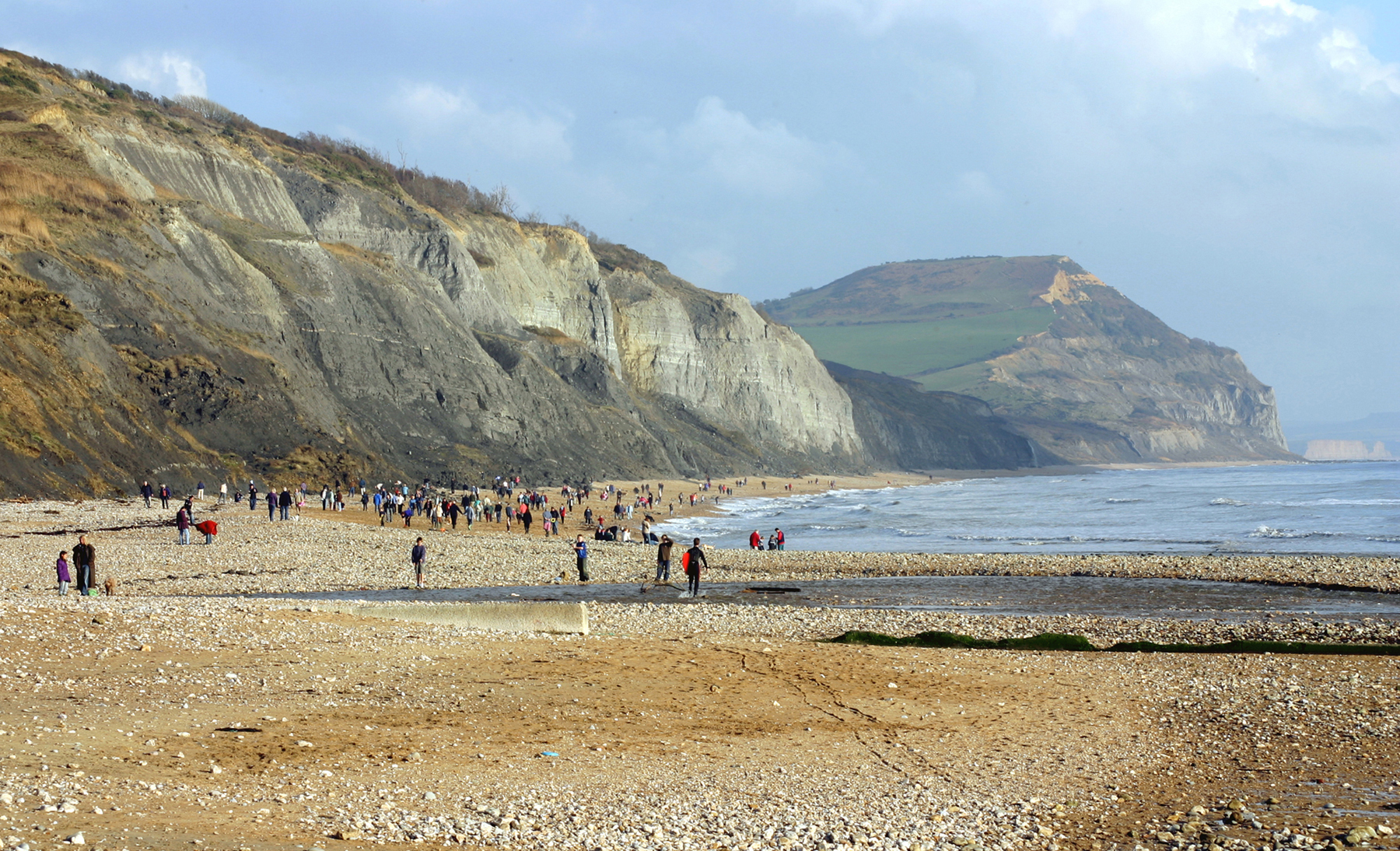
A costa Jurássica de Charmouth, Dorset, onde a família Anning fez algumas de suas descobertas

A família continuou coletando e vendendo fósseis junta e estabeleceu uma banca de curiosidade perto da costa. Geralmente, as histórias de Mary tendem a focar no seu sucesso, mas Dennis Dean escreveu que sua mãe e seu irmão também eram astutos colecionadores e seus pais venderam uma quantidade significativa de fósseis antes da morte de Richard.
Sua primeira descoberta significativa se deu em 1811, quando Mary tinha 12 anos. Joseph cavou um crânio de ictiossauro de 1,2m e alguns meses depois Mary achou o restante do esqueleto. Henry Hoste Henley, de Sandringham, Norfolk, lorde da casa de Colway, próximo a Lyme Regis, pagou cerca de 23 libras por ele e então vendeu para o colecionador, William Bullock, que o exibiu em Londres. Isso gerou um grande interesse, pois na época a maioria das pessoas ainda acreditava no evento bíblico da criação e nas datas estabelecidas pela Bíblia, de que a Terra teria apenas alguns milhares de anos. Isso levantou questões sobre a história dos seres vivos e da Terra em si. O fóssil foi depois vendido por 45 libras e 5 xelins em um leilão em maio de 1819 como um "fóssil de crocodilo" para Charles Konig, para o Museu Britânico, que já tinha sugerido o nome de ictiossauro para ele.
A mãe de Mary, Molly, inicialmente comandou os negócios da família depois da morte de Richard, mas não se sabe quais coletas de fósseis ela fez. Em 1821, ela escreveu ao Museu Britânico, pedindo um pagamento pelo espécime. Joseph começou a trabalhar como aprendiz de um tapeceiro, mas ele permaneceu ativo na coleta de fósseis até pelo menos 1825. Nessa época, Mary assumiu os negócios.

## Vida acadêmica e preconceito

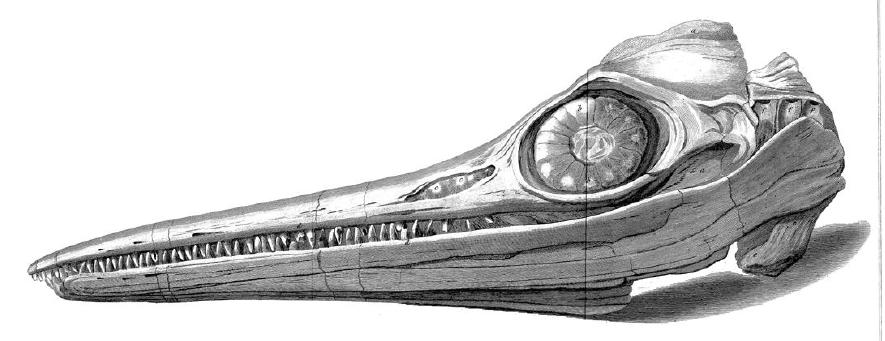
Desenho de 1814 de Sir Everard Home, primeiro barão da casa de Baronet, mostrando o crânio do Ichthyosaurus platyodon encontrado por Joseph Anning em 1811

O gênero e a classe social da Anning a impediram completamente de participar da comunidade científica da Grã-Bretanha do século XIX - dominada por senhores anglicanos ricos. Ela lutou financeiramente por grande parte de sua vida. De família pobre, dissidentes religiosos estavam sujeitos a discriminação legal. Seu pai, um marceneiro, morreu quando Mary tinha onze anos. Ela tornou-se bem conhecida nos círculos geológicos na Grã-Bretanha, Europa e América, e foi consultada sobre assuntos de anatomia bem como sobre colecionar fósseis.
Entretanto, por ser mulher, Mary não era elegível para se juntar à Geological Society of London, e nem sempre recebia o crédito completo por suas contribuições científicas. Mary escreveu numa carta: "O mundo usou-me tão maliciosamente, que eu temo que ele fez-me suspeita de todos." O único artigo científico escrito por Mary publicado em toda a sua vida apareceu na Magazine of Natural History, em 1839, um trecho de uma carta na qual Anning tinha escrito ao editor da revista questionando uma de suas reivindicações. Depois da sua morte, a história de vida incomum de Mary atraiu interesse crescente. Charles Dickens escreveu sobre ela em 1865 que: "a filha do carpinteiro conquistou um nome por ela mesma, e mereceu conquistá-lo." Em 2010, a Royal Society incluiu Anning numa lista das dez mulheres britânicas que mais influenciaram a história da ciência.

## Morte
Mary morreu em 9 de março de 1847, em sua cidade natal, aos 47 anos, devido a um câncer de mama. Seu trabalho diminuiu nos últimos anos de sua vida por causa de sua doença e, como algumas pessoas da cidade interpretaram mal os efeitos das doses crescentes de láudano que ela estava tomando pela dor e houve rumores em Lyme de que ela teve um problema com a bebida.
Seu nome tinha bastante respeito entre a comunidade geológica e científica por volta dessa época. Quando Mary foi diagnosticada com câncer, em 1846, a Sociedade Geológica de Londres levantou fundos entre seus membros para custear suas despesas e o conselho do recém-criado Museu do Condado de Dorset a nomeou membro honorário. Ela foi sepultada em 15 de março no cemitério da igreja local. Membros da Sociedade Geológico contribuíram para a confecção de um vitral na igreja em sua memória, inaugurado em 1850.

## Galeria

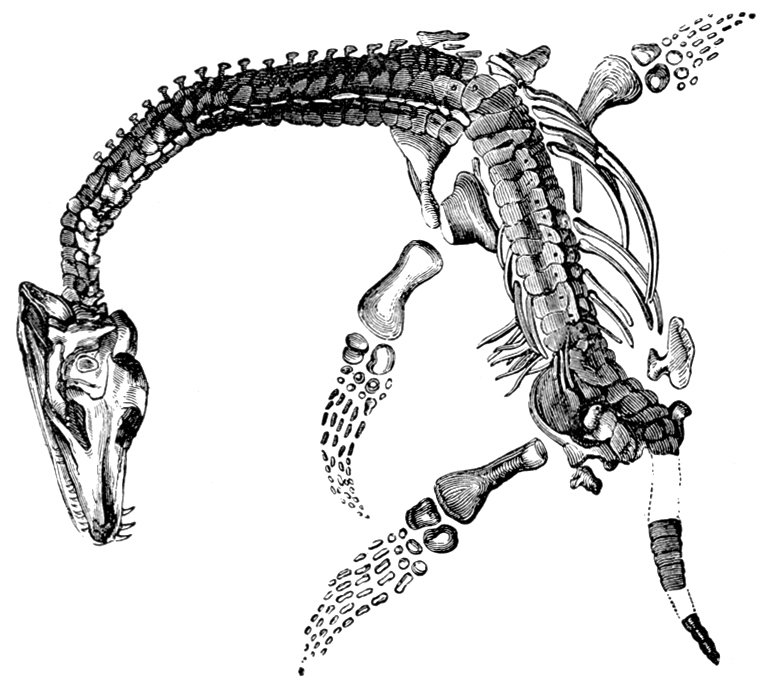
"Plesiosaurus macrocephalus", descoberto por Mary Anning.
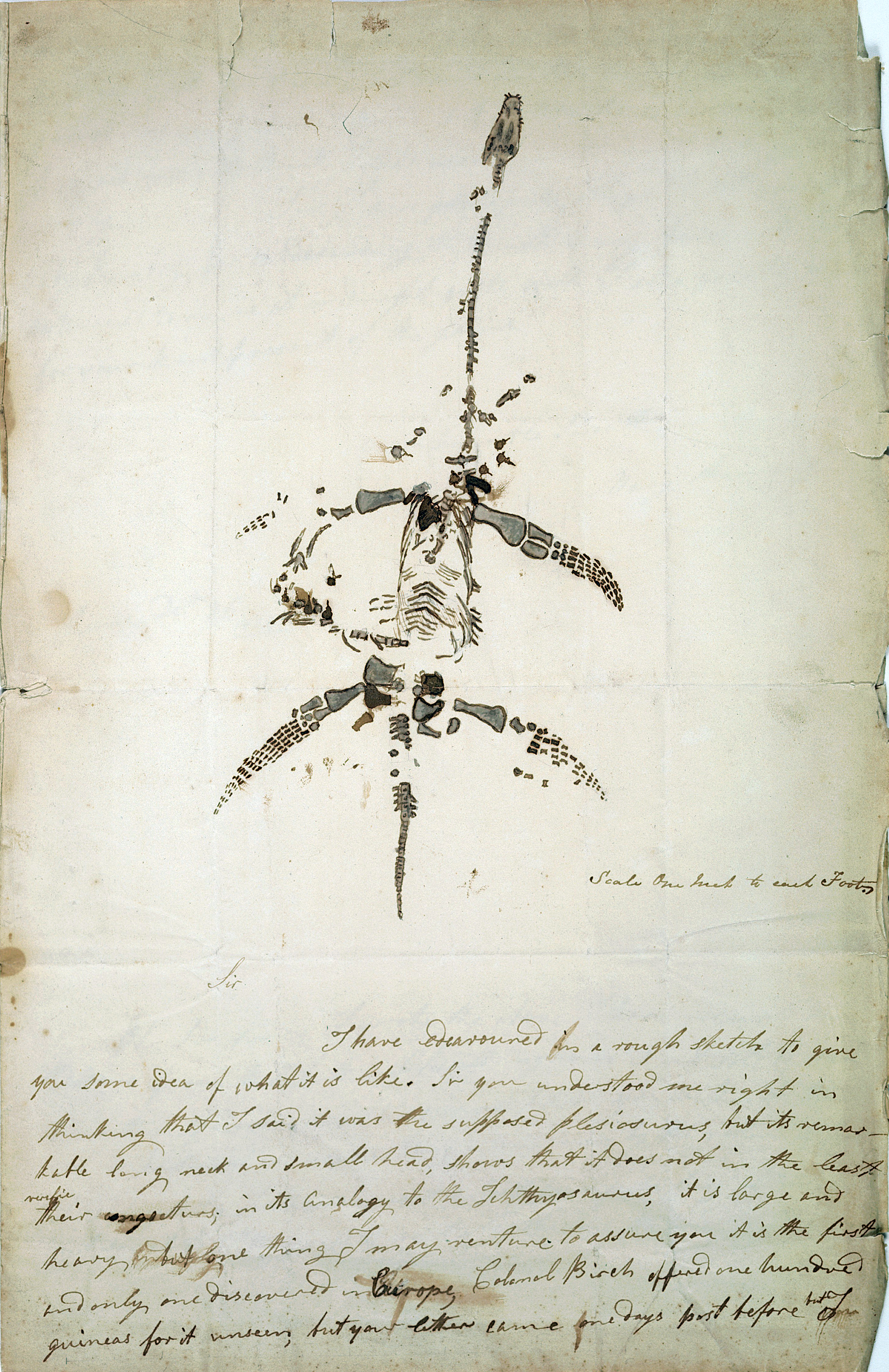
Carte escrita por Mary sobre a descoberta do plesiossauro.
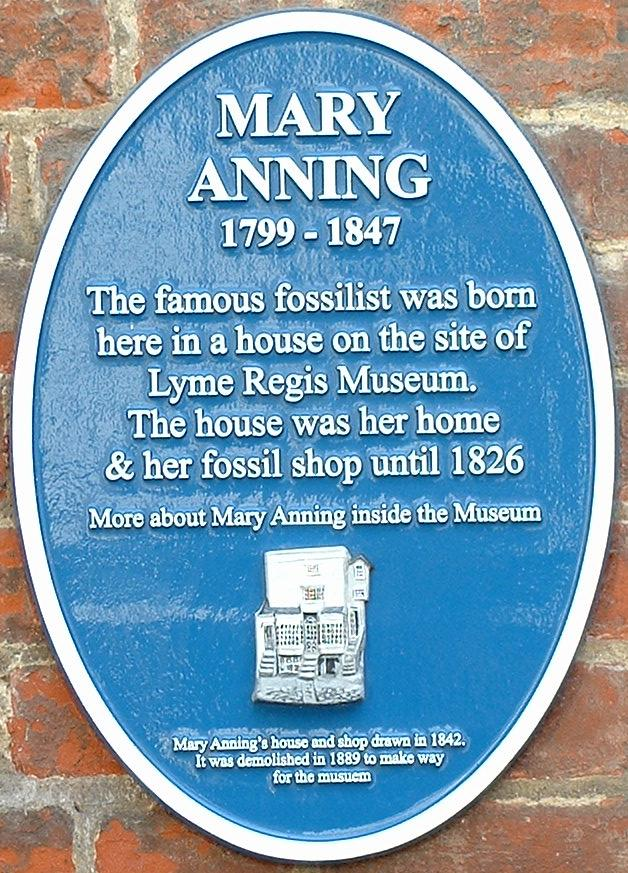
Placa que marca a casa onde Mary nasceu e teve sua primeira loja, agora sendo o Lyme Regis Museum.
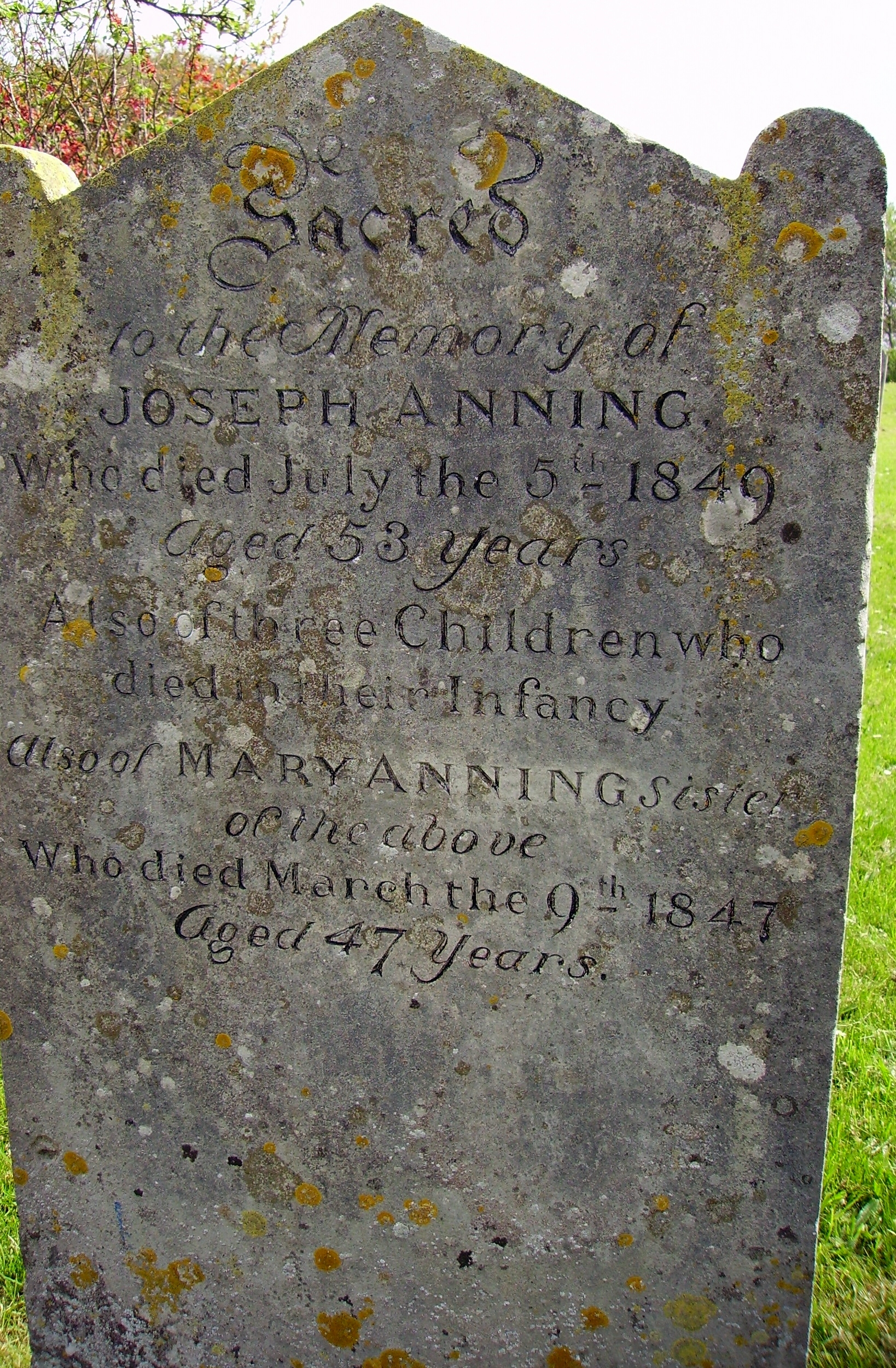
Túmulo de Mary Anning e seu irmão Joseph no cemitério da igreja de St Michael's.
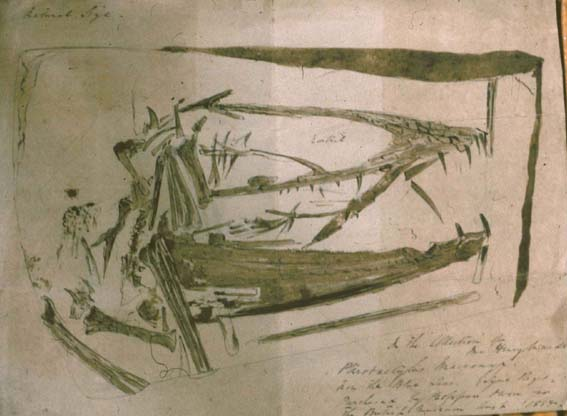
Dimorphodon macronyx, descoberto por Mary Anning, Lyme Regis.